# Cyfrowa suwerenność
Cyfrowa suwerenność (ang. digital sovereignty) – wyrażenie określające zdolność państw i samych użytkowników do egzekwowania swoich praw oraz kształtowania domeny cyfrowej zgodnie ze swoimi potrzebami społecznymi i rozwojowymi. Odnosi się zarówno do możliwości samodzielnego administrowania danymi, pisania oprogramowania niezbędnego do funkcjonowania państwa oraz administracji publicznej, jak i możliwości walki oraz zapobiegania niebezpieczeństwom w sferze cyfrowej. Podmiot, który samodzielnie decyduje o tym, jak rozwijać i jak wykorzystywać technologie, jest suwerenem w przestrzeni cyfrowej.
Ścisła definicja wciąż nie została sformułowana, choć cyfrowa suwerenność coraz częściej jest przedmiotem debaty publicznej. Dyskusja o prawach i obowiązkach użytkowników i obywateli w sferze cyfrowej, a szczególnie w domenie internetowej, toczona jest od samego początku informatyzacji. Na przestrzeni kilku ostatnich lat można zaobserwować wzrost zainteresowania tym tematem także wśród przedstawicieli Unii Europejskiej. Jednym z głównych powodów jest spostrzeżenie przez nich skali, na jaką państwa europejskie są technologicznie uzależnione od podmiotów zewnętrznych, szczególnie USA. Według danych przytaczanych przez światowe forum ekonomiczne 92% danych państw zachodnich przechowywanie jest na terenie Stanów Zjednoczonych, a wśród 20 największych na świecie spółek technologicznych nie ma żadnego przedstawiciela Starego Kontynentu.

## Historia
W kręgach akademickich debata na temat suwerenności nad kształtującym się ówcześnie Internetem zaczęła się na przełomie lat 80. i 90. XX wieku, jeszcze przed erą powszechnego dostępu do Internetu. To wtedy zaczęły powstawać pierwsze organizacje zajmujące się nadzorem i wytyczaniem kierunku rozwoju tej technologii takie jak Internet Engineering Task Force (1989) zajmujący się tworzeniem standardów dla powstającej sieci. Dzięki działaniom takich grup w 1998 roku rząd Stanów Zjednoczonych powołał Internet Corporation for Assigned Names and Numbers (ICANN), instytucję, która przejęła obowiązek nadzoru nad technicznymi aspektami Internetu. Do zadań, za które odpowiada ICANN, należy przyznawanie nazw domen internetowych oraz utrzymaniem serwerów DNS na całym świecie.
Pierwszym katalizatorem globalnej debaty na temat suwerenności w domenie cyfrowej było ujawnienie przez byłego pracownika CIA, Edwarda Snowdena, tajnych dokumentów ujawniających istnienie globalnego programu szpiegowskiego PRISM umożliwiającego wywiadowi Stanów Zjednoczonych dostęp do danych gromadzonych na serwerach największych spółek technologicznych takich jak Google, Facebook czy Amazon, a także systemu komputerowego XKeyscore pozwalającego na wyszukiwanie i analizowanie wrażliwych danych użytkowników takich jak rozmowy wideo, SMSy czy maile, w czasie rzeczywistym.
W miarę postępu globalizacji oraz przenoszenia się elementów kluczowych dla funkcjonowania administracji publicznej do sieci, wiele państw rozpoczęło debatę na temat uzależnienia technologicznego od dostawców zewnętrznych głównie ze Stanów Zjednoczonych oraz Azji.

## Główne aspekty cyfrowej suwerenności
Odróżniamy suwerenność danych i własność danych jako dwa rozróżnialne i niezależne pojęcia, które są promowane z różnych powodów i przez różnych aktorów. Suwerenność danych podkreśla społeczną kontrolę i władzę nad danymi, demokratyczną legitymizację takiej kontroli oraz służy jako motywacja dla sektora publicznego do rozwijania własnej infrastruktury, egzekwowania praw i ochrony obywateli.
Główne postulaty orędowników zajmujących się problematyką suwerenności w domenie cyfrowej koncentrują się wokół:
Kontroli danych
Podmiot suwerenny cyfrowo powinien mieć pełną kontrolę nad celami i sposobami przetwarzania danych, również kiedy powierza ich przetwarzanie zewnętrznym dostawcom. Dane powinny być zabezpieczane przed próbami ich kradzieży oraz zapewniona ich prywatność zarówno w trakcie ich przechowywania, jak i transferu.
Kontroli nad Infrastrukturą
Kontrola nad infrastrukturą sieciową – technologią kluczową dla działania systemów i docelowo produkcją komponentów wymaganych do funkcjonowania sieci, jest niezbędna do osiągnięcia suwerenności w tej domenie. Krytyczne elementy infrastruktury takie jak serwery DNS oraz hurtownie danych powinny znajdować się na kontrolowanym przez podmiot terytorium.
Wraz ze wzrostem znaczenia technologii chmurowych, wiele państw debatuje również nad budową własnych chmur obliczeniowych aby ograniczyć zależność od dostawców zewnętrznych. Wyzwaniem, które unaoczniła pandemia Covid-19, staje się również brak wpływu na zasady działania infrastruktury kontrolowanej przez globalne firmy technologiczne, w szczególności ich systemów operacyjnych.
Kontroli nad oprogramowaniem
Kontrola nad oprogramowaniem niezbędnym do funkcjonowania państwa jest kluczowa dla osiągnięcia suwerenności w domenie cyfrowej aby oddalić możliwość zablokowania działania systemów przez decyzje zewnętrznych dostawców oprogramowania.

## Cyfrowa suwerenność w praktyce
Unia Europejska
27 kwietnia 2016 przez Parlament Europejski uchwalone zostało ogólne rozporządzenie o ochronie danych osobowych (RODO) ma ono umożliwić „mieszkańcom Unii Europejskiej na lepszą kontrolę ich danych osobowych oraz stanowić modernizację i ujednolicenie przepisów umożliwiających firmom ograniczanie biurokracji i korzystanie ze zwiększonego zaufania klientów”. Wprowadza ono między innymi tzw. „prawo do bycia zapomnianym” stanowiące że każda osoba fizyczna ma prawo żądać od administratora niezwłocznego usunięcia swoich danych osobowych, a obowiązkiem administratora jest ich skasowanie bez zbędnej zwłoki, oraz prawo do bycia poinformowanym w przypadku ataku hakerskiego (firmy są zobligowane niezwłocznie powiadomić odpowiednie organy nadzorcze).
W październiku 2020 roku Rada Europejska przyjęła strategię w zakresie europejskich danych która ułatwić ma transformację cyfrową w ramach wspólnoty. Według danych rady europejskiej wartość gospodarki opartej na danych w UE ma wzrosnąć z 301 mld euro w 2018 do 829 mld euro w 2025, a liczba specjalistów zajmujących się danymi wzrośnie z 5,7 mln do 10,9 mln. Istotnym elementem tej strategii jest "Akt w sprawie zarządzania danymi" zatwierdzony przez radę 16 maja 2022 roku. Ma on na celu umożliwienie bezpiecznego użycia danych pochodzących z sektora publicznego.
W lutym 2022 roku Komisja Europejska zaproponowała akt w sprawie danych (Data act) ma on być uzupełnieniem rozporządzenia w sprawie zarządzania danymi który tworzy procesy i struktury do przetwarzania danych, natomiast nowa legislacja ma na celu doprecyzowanie kto i na jakich warunkach ma być uprawniony do korzystania z danych, oraz ma zając się ustanowieniem zasad dotyczących danych generowanych przez urządzenia internetu rzeczy (IoT).
9 grudnia 2023 roku Parlament Europejski osiągnął porozumienie z radą europejską dotyczące aktu w sprawie sztucznej inteligencji mającego na celu regulacje systemów sztucznej inteligencji w tym zapewnienie zgodności z prawem unijnym oraz ułatwienie rozwoju tej technologii w obszarze wspólnoty.
Polska
W 2020 roku prace rozpoczęła koalicja ekspercka "Polskie karty suwerenności cyfrowej" (PKSC). Jest to pierwsza w Polsce duża inicjatywa pochylająca się nad tematem suwerenności w domenie cyfrowej pod przywództwem Jana Oleszczuk-Zygmuntowskiego, badacza z Akademii Leona Koźmińskiego. W październiku 2020 roku opublikowany został obszerny raport „Polska suwerenna cyfrowo”, przedstawiający kluczowe problemy w aspektach podatków gospodarki cyfrowej, konkurencji i transparentności oraz ochrony obywateli. Sformułowane zostało 17 postulatów których brak spełnienia skutkować ma „trwałą utratą konkurencyjności krajowych firm”.
W Polsce inicjatywy związane z cyfrową suwerennością zyskują na znaczeniu również na szczeblu samorządowym. Przykładowo, wiele gmin wdraża cyfrowe systemy do zarządzania mieniem komunalnym. Takie infrastruktury, wykorzystując efekty sieciowe, zwiększają swoją użyteczność poprzez otwieranie dostępu do nowych interakcji, podobnie jak to ma miejsce w przypadku platform cyfrowych. Wraz z rozwojem technologii, zmienia się również postrzeganie infrastruktury jako narzędzia zaspokajania zbiorowych potrzeb wspólnoty, co jest zgodne z definicją zadań własnych gminy określoną w Ustawie o samorządzie gminnym (Art. 7). Zgodnie z tą ustawą do zadań gminy należy m.in. zaopatrzenie w energię elektryczną (ustęp 3) oraz telekomunikację (ustęp 3a). Chociaż pierwotnie mogło to być interpretowane jako działania związane głównie ze sferą materialną, taką jak komputery, kable, maszty i wieże, dziś katalog ten uważa się za szerszy i obejmujący także cyfrowe platformy.
Indie
System Aadhaar to unikalny system identyfikacji biometrycznej w Indiach, oferujący mieszkańcom dwunastocyfrowy numer identyfikacyjny oparty na odciskach palców, tęczówkach i zdjęciu twarzy. Ustanowiony przez Unikalny Urząd Identyfikacji Indii (UIDAI) w 2009 roku, Aadhaar jest największym na świecie systemem tego rodzaju. Choć potwierdza tylko miejsce zamieszkania, nie nadaje obywatelstwa, co zostało podkreślone przez Sąd Najwyższy Indii. Mimo kontrowersji dotyczących prywatności, w 2018 roku Sąd Najwyższy potwierdził ważność systemu, jednak nie uznając obowiązkowości posiadania karty Aadhaar przy otwieraniu kont bankowych czy uzyskaniu numeru telefonu komórkowego.
Kanada
Rząd w Ottawie w ramach strategii cyfryzacji na lata 2016–2020 zakazał przetrzymywania wrażliwych danych kanadyjskich na serwerach poza granicami państwa w celu zapewnienia bezpieczeństwa obywateli.
Niemcy
Dostrzegając problem zależności Europy od zagranicznych firm technologicznych w 2019 roku Niemiecki Minister Gospodarki Peter Altmaier zaproponował stworzenie europejskiej chmury obliczeniowej Gaia-X która jak zapewniał „pomogłaby przywrócić naszą suwerenność cyfrową” oraz stanowiłaby „podstawę cyfrowego ekosystemu”. Inicjatywę tą wsparł rząd francuski oraz firmy Dessault Systemes oraz OVH.5

## Krytyka
Krytyka wobec regulacji prawnej sektora technologicznego pojawia się głównie ze strony przedstawicieli branży. Twierdzą oni, iż wprowadzenie ograniczeń dotyczących obszaru przechowywania danych, mających pozwolić na rozwój europejskich przedsiębiorstw świadczących usługi związane z obsługą danych, w rzeczywistości go utrudni. Szczególnie narażone są małe i średnie firmy, dla których spełnienie owych wymogów prawnych nie jest wykonalne ze względu na brak wystarczających środków.
Z drugiej strony organizacje broniące praw człowieka w przestrzeni cyfrowej postulują przemyślaną regulację sektora technologicznego, z naciskiem na dominujących graczy. W świecie, w którym niemal każde władcze działanie wymaga technologicznej infrastruktury, w interesie państw jest wzmocnienie pozycji negocjacyjnej w stosunku do firm rozwijających tę infrastrukturę. Jak pisze Luciano Floridi “w walce wszystkich ze wszystkimi o cyfrową suwerenność, na pierwszy plan wysuwa się starcie firm i państw. I jest to walka nierówna, skoro to firmy projektują, produkują, sprzedają i utrzymują cyfrową infrastrukturę” (tłum. Katarzyna Szymielewicz).